# 1988 en combiné nordique
| Années du combiné nordique : 1985 - 1986 - 1987 - 1988 - 1989 - 1990 - 1991    |
| Décennies du combiné nordique : 1950 - 1960 - 1970 - 1980 - 1990 - 2000 - 2010 |

Cette page reprend les résultats de combiné nordique de l'année 1988.

## Coupe du monde
La Coupe du monde 1988 fut remportée par l'Autrichien Klaus Sulzenbacher devant le Norvégien Torbjørn Løkken. Le Suisse Andreas Schaad est troisième.

### Coupe de la Forêt-noire
La coupe de la Forêt-noire 1988 fut remportée par l'Autrichien Klaus Sulzenbacher.

### Festival de ski d'Holmenkollen
L'épreuve de combiné de l'édition 1988 du festival de ski d'Holmenkollen fut remportée par le Norvégien Torbjørn Løkken
devant l'Autrichien Klaus Sulzenbacher. L'Allemand de l'Est Uwe Prenzel est troisième.

### Jeux du ski de Lahti
L'épreuve de combiné des Jeux du ski de Lahti 1988 fut un sprint par équipes. L'épreuve de fond était constituée d'une première boucle de 1,5 km, puis dix de 1,3 km et se terminait par un vrai sprint de cinq cents mètres. Elle fut remportée par l'équipe de Norvège, composée par Bård Jørgen Elden & Trond Einar Elden. La deuxième équipe finlandaise (Sami Leinonen & Jouko Karjalainen) est deuxième de l'épreuve, devant leurs compatriotes de l'équipe 1, Pasi Saapunki & Jukka Ylipulli.

### Jeux du ski de Suède
L'épreuve de combiné des Jeux du ski de Suède 1988 fut remportée par le coureur autrichien Klaus Sulzenbacher, devant le Soviétique Vasilij Savin et le Finlandais Sami Leinonen.

## Jeux olympiques
Les Jeux olympiques d'hiver eurent lieu du 13 au 28 février à Calgary, au Canada.
L'épreuve de combiné fut remportée par le Suisse Hippolyt Kempf. L'Autrichien Klaus Sulzenbacher est deuxième devant le Soviétique Allar Levandi, qui plus tard courra pour l'Estonie.

## Championnat du monde juniors
Le Championnat du monde juniors 1988 a eu lieu à Saalfelden, en Autriche.
L'épreuve individuelle a vu la victoire du Tchécoslovaque Radomír Skopek devant le Français Francis Repellin. Le Norvégien Bård Jørgen Elden termine troisième.
L'épreuve par équipes a été remportée par l'équipe de Norvège, composée de Trond Einar Elden, Bård Jørgen Elden et J. Andersen. Elle s'impose devant l'équipe de Tchécoslovaquie (Radomír Skopek, František Maka & Michal Pustejowski) tandis que l'équipe soviétique (Ago Markvardt, Vassili Sarafanov & Azarkin) termine troisième.

## Championnats nationaux

### Championnats d'Allemagne
Les résultats du Championnat d'Allemagne de l'Ouest de combiné nordique 1988 manquent.
À l'Est, l'épreuve du championnat d'Allemagne de combiné nordique 1988 fut annulée.

### Championnat d'Estonie
Le Championnat d'Estonie 1988 s'est déroulé à Otepää.
Il fut remporté par Ago Markvardt devant Kalev Aigro. Ilmar Aluvee (et) termine troisième.

### Championnat des États-Unis
Le championnat des États-Unis 1988 s'est tenu à Lake Placid, dans l'état de New York.
Il a été remporté par Joe Holland (en).

### Championnat de Finlande
Les résultats du championnat de Finlande 1988 sont incomplets. Il a été remporté par Sami Leinonen.

### Championnat de France
Les résultats du championnat de France 1988 sont incomplets. Il a été remporté par Sylvain Guillaume.

### Championnat d'Islande
Le championnat d'Islande 1988 fut remporté, comme l'année précédente, par Ólafur Björnsson.

### Championnat d'Italie
Le championnat d'Italie 1988 fut remporté par Stefano Lunardi, qui avait été classé troisième de l'épreuve de 1983 à 1985 et l'année précédente. Il s'impose devant le champion en titre, Giampaolo Mosele. Andrea Cecon est troisième.

### Championnat de Norvège
Le championnat de Norvège 1988 se déroula à Vang, une Kommune de la municipalité de Hamar, sur le Lierberget.
Le vainqueur de l'épreuve individuelle fut Hallstein Bøgseth, qui s'imposait devant Torbjørn Løkken. Trond-Arne Bredesen termine troisième.
L'épreuve par équipes fut remportée par celle du Nord-Trøndelag, composée par Bård Jørgen Elden, Trond Einar Elden et Hallstein Bøgseth. La première équipe d'Oppland (Arne Orderløkken, Torbjørn Løkken & Trond-Arne Bredesen) est deuxième tandis que la première équipe d'Asker et Bærum (Steinar Bjerke, Aage Hagen & Ansgar Danielsen) termine en troisième position.

### Championnat de Pologne
Le championnat de Pologne 1988 fut remporté par Stanisław Ustupski, du club Wisła-Gwardia Zakopane.

### Championnat de Suède
Le championnat de Suède 1988 a distingué, comme les cinq années précédentes, Göran Andersson, du club Sysslebäcks IF. Le club champion fut le IF Friska Viljor.

### Championnat de Suisse
Les résultats du Championnat de Suisse 1988 manquent.